# 山本渚
山本 渚（やまもと なぎさ）
1. 日本の小説家。本項で記述。
2. かつてスタイルコーポレーションに所属していた日本の元レースクイーン。→山本渚 (レースクイーン)

山本 渚（やまもと なぎさ、1979年 - ）は、日本の小説家。徳島県出身・在住。

## 経歴
徳島県立城北高等学校に在学中、図書委員を務める。香川医科大学看護学科卒業後、主婦業の傍ら執筆した『吉野北高校図書委員会』で、2008年の第3回ダ・ヴィンチ文学賞編集長特別賞を受賞した。当時は岡山県在住、現在は徳島市在住。2018年、投稿作「アップル・デイズ」で第17回女による女のためのR-18文学賞友近賞を受賞。

## 作品リスト

### 単行本
- 『吉野北高校図書委員会』（2008年8月、MF文庫ダ・ヴィンチ / 2014年6月、角川文庫）
- 『吉野北高校図書委員会2 委員長の初恋』（2009年2月、MF文庫ダ・ヴィンチ / 2014年8月、角川文庫）
- 『吉野北高校図書委員会3 トモダチと恋ゴコロ』（2009年12月、MF文庫ダ・ヴィンチ / 2014年10月、角川文庫）
- 『しらさぎ看護大学 恋愛カルテ 花の初恋症候群』（2012年2月、MF文庫ダ・ヴィンチ / 2014年8月、角川文庫）

### 雑誌掲載作品
- 「アップル・デイズ」 - 『小説新潮』2018年5月号（新潮社）
- 「初恋はいつですか 前編」 - 『KADOKAWA文芸WEBマガジン カドブン』2020年3月17日配信（KADOKAWA）
- 「初恋はいつですか 後編」 - 『KADOKAWA文芸WEBマガジン カドブン』2020年3月18日配信（KADOKAWA）
- 「委員長になる日 前編」 - 『KADOKAWA文芸WEBマガジン カドブン』2020年3月27日配信（KADOKAWA）
- 「委員長になる日 中編」 - 『KADOKAWA文芸WEBマガジン カドブン』2020年3月28日配信（KADOKAWA）
- 「委員長になる日 後編」 - 『KADOKAWA文芸WEBマガジン カドブン』2020年3月29日配信（KADOKAWA）
- 「サバイバル 前編」 - 『KADOKAWA文芸WEBマガジン カドブン』2020年4月7日配信（KADOKAWA）
- 「サバイバル 後編」 - 『KADOKAWA文芸WEBマガジン カドブン』2020年4月8日配信（KADOKAWA）